# Guerra siro-efraimita
A guerra siro-efraimita era um conflito entre os aliados Peca (r. 752–732 a.C.) de Israel e Rezim (r. 770–732 a.C.) de Arã-Damasco e Acaz (r. 735–716 a.C.) de Judá que havia ocorrido de 735 até 732 a.C., quando o Império Neoassírio era uma potência regional.

## Batalha
Peca se uniu a Rezim para criar a coalizão antiassíria, a fim de se livrar de vez da Assíria. Eles tentaram induzir ao rei davidida Acaz por meios diplomáticos para participar da rebelião, mas mesmo assim o rei judeu recusou, já que não viu com bons olhos. Então, os reis de Israel e Arã-Damasco marcharam para Jerusalém, não para invadir Judá militarmente, mas com o motivo de depor o rei davidida, colocando no lugar dele um arameu chamado Bem-Tabel (lit. "Filho de Tabeel").
Soubendo disso, Acaz então pediu auxílio a Tiglate-Pileser III (r. 745–727 a.C.) da Assíria para se livrar dos reis de Israel e Arã-Damasco, e em troca deu utensílios e tesouros do Templo de Salomão, fazendo com que o rei assírio marche contra Damasco, mate o rei arameu e invadir a maioria das cidades do Reino do Norte.

### Profecia de Isaías
Naquela época, o profeta Isaías havia sido contra energicamente ao rei Acaz instando que Judá não participasse da coalizão antiassíria contra a Assíria. Os argumentos do profeta não eram fundamentados na situação política reinante, já que a guerra havia começado e os exércitos da coalizão estavam em Jerusalém. Isaías diz que Judá deveria confiar diretamente em seu Deus para defendê-lo, não participando da coalizão e nem se atemorizar pois os revoltosos não iriam dominar a Jerusalém. Além disso, o profeta diz a Acaz que a invasão não terá sucesso e lhe diz para pedir um sinal a Deus, porém o rei recusou. Isaías então anuncia que o próprio Deus escolherá o sinal:
Eis que a virgem conceberá, e dará à luz um filho, e chamará o seu nome Emanuel. Manteiga e mel comerá, quando ele souber rejeitar o mal e escolher o bem. Na verdade, antes que este menino saiba rejeitar o mal e escolher o bem, a terra, de que te enfadas, será desamparada dos seus dois reis.